# Lago Castiñeiras
O Lago Castiñeiras é um lago artificial situado no Monte Cotorredondo (entre as regiões de Morrazo e Pontevedra) em Espanha, entre os municípios de Vilaboa (freguesia de Vilaboa, perto das localidades de Graña e Postemirón) e Marín (freguesia de San Xián). O lago está localizado a 9 quilómetros da cidade de Pontevedra.

## História
Em redor do lago encontra-se um dos parques florestais mais antigos da Galiza, o Parque Natural do Lago Castiñeiras, localizado numa floresta comunal gerida pela Junta da Galiza. O lago foi criado em 1950 com a construção de uma nova estrada na zona e a fim de conter a água de irrigação do córrego Castiñeiras.
Está rodeado por um maciço florestal criado nos anos 50, mas que provavelmente teve origem nas primeiras plantações do plano de reflorestação da província de Pontevedra, iniciado a 3 de janeiro de 1927.

## Descrição
O parque tem 70 hectares de terrenos reflorestados com castanheiros, bétulas, carvalhos vermelhos, pinheiros, loureiros e outras espécies exóticas e mais de 40 espécies de árvores. A vida selvagem inclui patos, cisnes, répteis, peixes (o lago foi recentemente povoado com trutas), veados e gamos.
O parque à volta do lago tem grandes áreas recreativas com áreas de piquenique, churrasqueiras, fontes e parques infantis. Existem vários percursos pedestres à volta do lago, um dos quais leva ao miradouro do Cotorredondo ou Mirador das tres rías, devido às vistas panorâmicas que oferece sobre as rias de Pontevedra, Vigo e Arousa, a uma altitude de 550 metros.
No parque existem sítios arqueológicos do período Megalítico e da Idade do Bronze. Há um campo de quatro mámoas (túmulos funerários), entre os quais se destaca a Mámoa do Rei, uma das maiores da Galiza.
No interior do parque existe um posto de informação e uma área de exposição sobre a natureza de Cotorredondo desde 1987 (a Aula da Natureza de São Juliano), ambos geridos pela cooperativa Teixugo.

## Acesso
Pode ser atingido por estrada desde Figueirido, desde a N-550 ou desde Vilaboa por várias estradas florestais (401, 105).

## Galeria de imagens
- Vista do lago.
- Vista do lago em 2014.
- Vista do lago.
- Córrego Castiñeiras
- Lago
- Lago